# Flavia Pennetta
Flavia Pennetta (født 25. februar 1982 i Brindisi, Italien) er en tidligere professionel tennisspiller fra Italien.
Hun vandt i 2015 den prestigefyldte tennisturnering US Open, hvor hun i finalen besejrede italienske Roberta Vinci med cifrene 7-6(4) 6-2. 